# Пурорэсу
Пурорэсу или пуро (яп. プロレス) — названия мужского реслинга в Японии. Название пришло из японского произношения выражения «professional wrestling» (яп. プロフェッショナル・レスリング), которое было сокращено до пурорэсу («пурофессёнару рэсурингу»). Пурорэсу транслитерируется как pro-wres. Для женского имеется отдельное название — дзёси пуро (яп. 女子プロレス). Корнями пуро уходит в американский реслинг, но оставаясь таким же в принципе, с годами японский реслинг стал совершенно другим. Отцом-основателем пурорэсу считается Рикидодзан (яп. 力道山).
Основное отличие от американского реслинга состоит в более жёсткой технике и подачи психологии боя. Поэтому, рядом с рингом всегда присутствует команда врачей. Если в американском реслинге упор делается на образ реслера, то в японском реслинге акцент сделан на самих боях, истории, рассказываемые в японских матчах, рассказывают о духе и упорстве бойца. Большинство матчей имеют чистую концовку.

## Стили

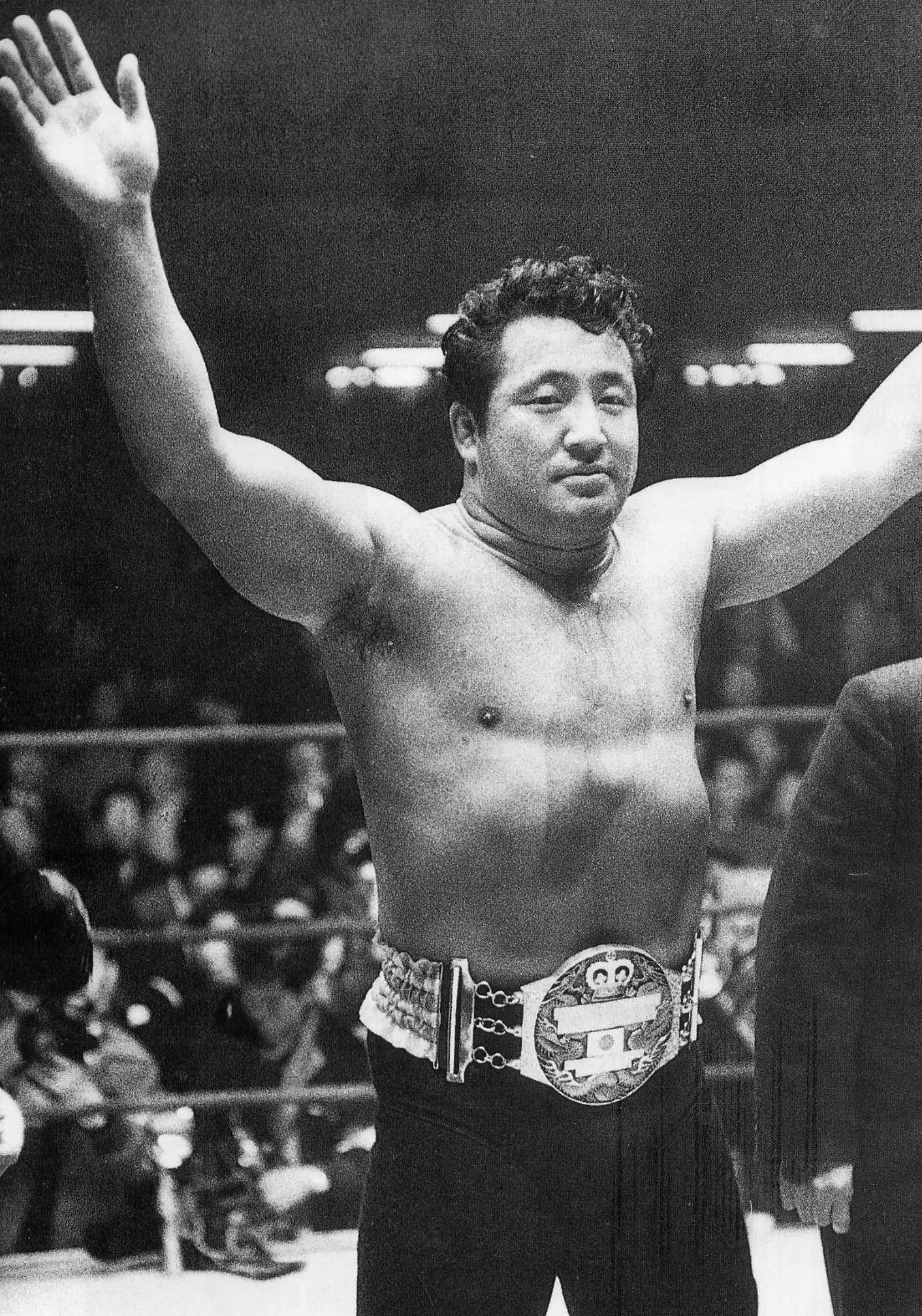
Рикидодзан считается отцом-основателем пурорэсу

### Стронг-стайл
New Japan Pro-Wrestling, возглавляемая Антонио Иноки, использовала подход «стронг-стайл» (англ. strong style), заявляющий, что рестлинг — боевой вид спорта. Рестлеры использовали удары ногами и руками из боевых искусств, и большое внимание уделялось болевым захватам. Многие из рестлеров NJPW, включая таких звезд, как Cинья Хаcимото, Рики Чоcу, Синскуэ Накамура и Кэйдзи Муто, были выходцами из настоящих боевых искусств.

## Крупнейшие промоушены
- New Japan Pro Wrestling (NJPW)[1][2],
- All Japan Pro Wrestling (AJPW)[3][п 2],
- Pro Wrestling NOAH[4],
- ZERO-1[5][6],
- Dragon Gate[7],

## Значимые промоушены прошлого
- Japan Pro Wrestling Association (JWA),
- Frontier Martial-Arts Wrestling (FMW),
- Universal Wrestling Federation (UWF)[п 3],
- Independent Wrestling Alliance (IWA),
- International Wrestling Enterprise (IWE).
- Inoki Genome Federation (IGF).

## Правила
В пурорэсу много различных правил, которые значительно отличаются от правил реслинга в других странах.
Матчи проходят между двумя или более сторонами («углами»). В каждом углу может быть один реслер или команда из двух и более человек. Главным отличием от Североамериканского и, в некоторые годы, Европейского профессионального реслинга — это то, что в пурорэсу редко бывают матчи между более, чем двумя сторонами.
Победа присуждается в следующих случаях:
- Удержание Fōru (яп. フォール). Плечи оппонента прижаты к мату, и рефери отсчитал до трёх.
- Сдался Gibappu (яп. ギバップ). Оппонент сдался или отключился от проведения болевого/удушающего приёма.
- Нокаут Nokkauto (яп. ノッカウト). Оппонент получает удар или приём, после которого он не может продолжать бой и реагировать на команды рефери.
- Отсчёт Ringu auto (яп. リング・アウト). Одна из сторон матча не вернулась на ринг по отсчёту рефери до десяти или двадцати.

Однако, в UWFi и PHW не были доступны победы удержанием.

## Комментарии
1. ↑  Сначала в Японии pro-wrestling означало promotional wrestling. Антонио Иноки изменил на professional (профессиональный)
2. ↑  Oru Japan Puroresuringu (яп. オールジャパン・プロレスリング) является перерождением Zen Nihon Puroresu (яп. 全日本プロレス)
3. ↑  Были потом ещё перерождения и ремейки в виде Newborn UWF и UWFi
4. ↑  В оригинальном японском UWF были доступны победы удержанием.